# Lisa Middelhauve
Lisa Middelhauve (ur. 28 września 1980) – niemiecka wokalistka i pianistka, znana dzięki współpracy z zespołem Xandria, którego była członkiem przez 8 lat. Po rozstaniu z grupą okazjonalnie współpracowała z Serenity i Delain.

## Życiorys

### Młodość
W wieku 3 lat rozpoczęła grę na keyboardzie, a w wieku 6 lat na skrzypcach. Te drugie prędko porzuciła. Pozostała wierna instrumentom klawiszom i już jako trzynastolatka pisała własne utwory. Wtedy też narodził się pomysł, aby rozwijać swoje zainteresowania operowe – wierzyła, że nie będzie to trudne.

### Kariera muzyczna
Marco Heubauma, lidera Xandrii, poznała podczas imprezy w pubie. Zaproponował jej członkostwo w zespole, które przyjęła jeszcze przed wydaniem ich debiutanckiego albumu Kill the Sun w 2003 roku. Współpracę zakończyła pięć lat później; narzekała na nieprzyjemną atmosferę i brak szacunku. 
Gdy w 2017 roku z Xandrii odeszła Dianne van Giersbergen, Lisa opublikowała na Facebooku długą, kilkuakapitową wypowiedź o relacjach między członkami zespołu. Wyraziła niechęć do lidera: Nie lubię Marco, bo po prostu nie mogę respektować jego sposobu traktowania ludzi. Nie uważam też, że jest bardzo oryginalnym autorem tekstów, a on lubi ukrywać tych, co włożyli trochę serca, przed publicznością. Stanęła po stronie koleżanki – Strasznie mi przykro z powodu Dianne i uważam, że jej decyzja o odejściu była jedyną słuszną rzeczą, którą mogła zrobić.

## Życie prywatne
W sierpniu 2005 roku poślubiła Nilsa Middelhauve, ówczesnego basistę Xandrii. 16 grudnia 2013 roku oficjalnie poinformowała, że się rozwiedli.
Ma 179 centymetrów wzrostu.

## Dyskografia

### Albumy z Xandrią
- Kill the Sun  (2003)
- Ravenheart  (2004)
- India  (2005)
- Salomé – The Seventh Veil (2007)
- Now & Forever – Best of Xandria  (2008)

### Single
- Ravenheart  (2004)
- Eversleeping  (2004)
- Save My Life (2007)

### Single promocyjne
- Kill the Sun (2003)
- In Love With the Darkness (2005)
- Sisters of the Light  (2007) feat Jesus on Extasy